# Zack Conroy
Zack Conroy (Portsmouth, 19 aprile 1985) è un attore statunitense.
Si è laureato a pieni voti al Boston College in Direzione Generale e ha partecipato a varie pubblicità, facendo anche il modello per Kenneth Cole.

## Biografia
Inizia la sua carriera d'attore nel 2008 con la serie televisiva Gossip Girl, dove interpreta il ruolo di Ben Simmons nell'ultimo episodio della prima stagione. Nel 2009 è Leo Morrisey nella soap opera Così gira il mondo e, sempre nello stesso anno, recita in Sentieri, dove impersona James Spaulding: per questo ruolo viene nominato nel 2010 agli Emmy come miglior giovane attore.
Nel 2010 entra a far parte del cast fisso della soap opera Beautiful nel ruolo di Oliver Jones, ruolo che ricopre fino al 2015.
Nel 2013 fa una breve apparizione nella soap opera  Febbre d'amore sempre nel ruolo di Oliver Jones.

## Filmografia
- Gossip Girl – serie TV, episodio 1x18 (2008)
- Così gira il mondo (As the World Turns) – serial TV, 4 puntate (2009)
- Sentieri (The Guiding Light) – serial TV, 61 puntate (2009)
- Wed Locked – serie TV (2009)
- Beautiful (The Bold and the Beautiful) – serial TV (2010-2015)
- Still Young, regia di Amanda MacLachlan – cortometraggio (2012)
- Febbre d'amore (The Young and the Restless)  – serial TV, 2 puntate (2013)